# Sawino (rejon kiczmiengsko-gorodiecki)
Sawino (ros. Савино) – wieś w Rosji, w rejonie kiczmiengsko-gorodieckim obwodu wołogodzkiego. W 2010 r. liczyła 39 mieszkańców.